# Nomada connectens
Nomada connectens är en biart som beskrevs av Pérez 1884. Nomada connectens ingår i släktet gökbin, och familjen långtungebin. Inga underarter finns listade i Catalogue of Life.